# .gw
.gw je vrhovna internetska domena (country code top-level domain - ccTLD) za Gvineja Bisau. Domenom upravlja IT & Media University.

## Vanjske poveznice
- IANA .gw whois informacija  Arhivirana inačica izvorne stranice od 19. srpnja 2008. (Wayback Machine)